# ヒューマンサポート
株式会社ヒューマンサポート (HUMAN SUPPORT CO,.LTD) は東京都港区に本社を置く、医療系専門の人材紹介会社である。
2008年6月より紹介予定派遣事業を新たに開始した。

## 沿革
- 2003年4月 - 東京都港区に株式会社ヒューマンサポート設立。